# Stade Ramat Gan
Le stade de Ramat Gan (en hébreu : איצטדיון רמת גן, Itztadion Ramat Gan), est un stade omnisports, situé à Ramat Gan, en Israël. Le stade est utilisé par le club de l'Hapoël Ramat Gan. Il est le plus grand stade de football israélien avec 41 583 places. Le stade de Ramat Gan est l'un des stades hôtes de la Coupe d'Asie de football 1964.

## Histoire
La construction du stade a commencé en 1950, et le premier événement qui a eu lieu dans le nouveau stade est la cérémonie d'ouverture du troisième Maccabiades, le 27 septembre 1950. Puis, le 8 mars 1954, la sélection israélienne dispute leur première rencontre dans ce nouveau stade lors d'un match des éliminatoirers de la Coupe du monde 1954 contre la Grèce devant 35 000 spectateurs. La rencontre se solde par une défaite 2-0 des Israéliens.
Le stade accueille des matchs de la phase finale de la Coupe d'Asie de football 1964. En 1982, la tribune ouest est reconstruite. Elle est construite dans un meilleur angle de vue que les autres tribunes du stade.
En juillet 1997, lors de la cérémonie d'ouverture du quinzième Maccabiades, un pont s'est effondré sur la rivière Yarkon, où les délégations ont marché en direction du stade. Cette catastrophe a coûté la vie à quatre membres de la délégation australienne et la blessure de 69 personnes. 
Le stade a organisé quinze fois la cérémonie d'ouverture du Maccabiades, mais à partir de 2013, c'est le stade Teddy de Jérusalem organisera la cérémonie d'ouverture. L'équipe d'Israël de football dispute leur dernier match dans ce stade, le 15 octobre 2013 contre l'Irlande du Nord, lors d'un match des éliminatoires de la Coupe du monde 2014 (1-1). Depuis 2014, la sélection nationale dispute ses rencontres au stade Sammy-Ofer d'Haïfa ou au stade Teddy de Jérusalem. 
En 2010, selon les déclarations du président de la fédération de football, Avi Luzon, après la construction du stade Sammy-Ofer, le stade  devait être démoli en faveur de la construction d'un nouveau stade entre 55 000 et 60 000 places. En novembre 2014, il est signalé que la municipalité de Ramat Gan, a abandonné le projet du nouveau stade national. Au lieu de cela, la municipalité de Ramat Gan prévoit un projet avec un stade plus petit, qui devrait accueillir 40 000 spectateurs. Mais à la fin de 2016, le projet est abandonné. Puis, en avril 2017, la municipalité de Ramat Gan a décidé de démolir prochainement le stade.

## Évènements au stade

### Coupe d'Asie de football 1964
| Date        | Équipe 1     | Équipe 2  | Score | Affluence |
| ----------- | ------------ | --------- | ----- | --------- |
| 26 mai 1964 | Israël       | Hong Kong | 1 - 0 | 25 000    |
| 29 mai 1964 | Israël       | Inde      | 2 - 0 | 20 000    |
| 3 juin 1964 | Corée du Sud | Israël    | 1 - 2 | 35 000    |

### Autres rencontres internationales
Le stade est hôte de quinze cérémonie d'ouverture des Maccabiades en 1950, 1953, 1957, 1961, 1965, 1969, 1973, 1977, 1981, 1985, 1989, 1993, 1997, 2005 et 2009. L'équipe d'Israël de football dispute 144 rencontres dans ce stade du 8 mars 1954 au 15 octobre 2013.

### Concerts
Le stade a accueilli des concerts tels que Depeche Mode, Elton John, R.E.M., Yeah Yeah Yeahs, Leonard Cohen, Sting, High On Fire, Orphaned Land, Metallica, Simon and Garfunkel, Bob Dylan et Kanye West. En 2012, Madonna commence son The MDNA Tour, en Israël devant 33 457 spectateurs.

## Galerie

Cérémonie d'ouverture du troisième Maccabiades
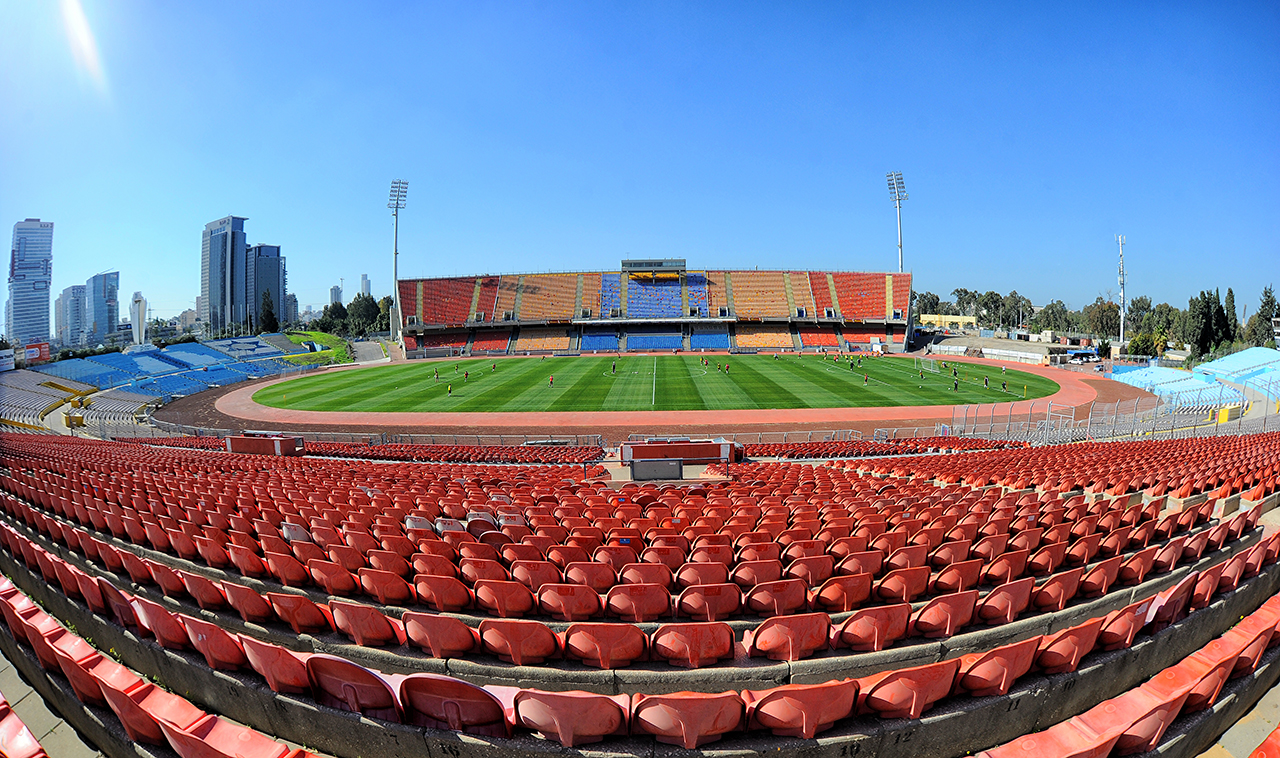
Vue intérieure
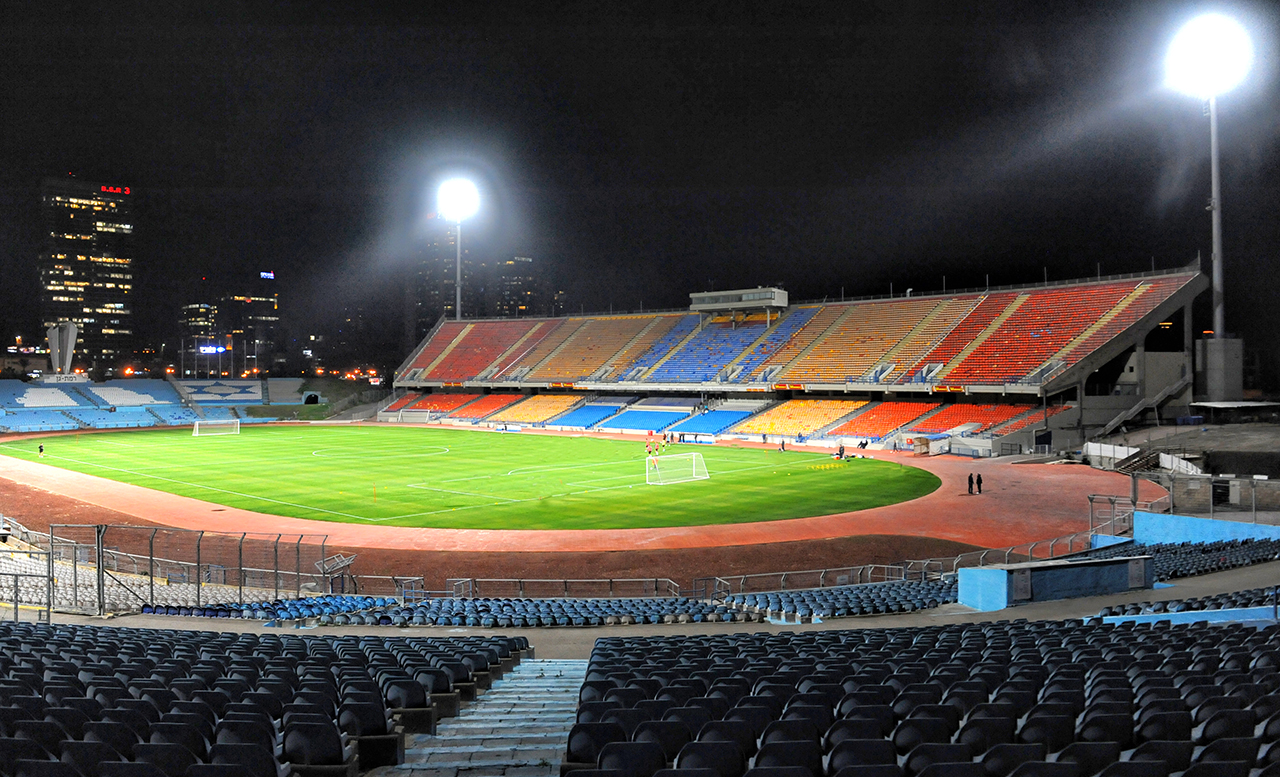
Vue intérieure de nuit